# Grupo ACS
ACS, Actividades de Construcción y Servicios, S.A. (IPA: [aθeese]) è una società spagnola specializzata nell'ingegneria per le costruzioni civili e tutti i tipi di servizi e telecomunicazioni. Fondata nel 1997, ha sede a Madrid ed è una delle principali società di costruzioni nel mondo. Presidente e principale azionista è Florentino Pérez.
È quotata nella Borsa di Madrid e le azioni della società fanno parte dell'indice del mercato azionario IBEX 35.

## Storia
È stata fondata nel 1997 attraverso la fusione di OCP Construcciones, S.A. (a sua volta nata nel 1993 dalla fusione di Construcciones Padròs S.A. di un gruppo di ingegneri guidati da Florentino Pérez con OCISA, società che raggruppava le imprese del Banco Hispano Americano y Urquijo) e Ginés Navarro Construcciones, S.A., società della famiglia March.
Nel 1999 rileva Onyx SCL (settore ambientale), nel 2000 entra in Xfere e Broadnet (telecomunicazioni), nel 2003 acquisisce Dragados S.A. (idraulica e ingegneria civile), nel 2006 una partecipazione in Union Fenosa (utilities) ceduta due anni più tardi a Gas Natural. Nel 2007 entra con una partecipazione di minoranza (25,7%) nella società tedesca Hochtief, tra le aziende leader al mondo nello sviluppo delle infrastrutture con una forte presenza negli Stati Uniti, Europa centrale, Australia, Sud Est asiatico. Nel 2011 ne rileva il 50,16%, nel 2016 arriva ad avere più del 70% del capitale.
Nel marzo 2018, dopo una battaglia a base di OPA (Offerta pubblica di acquisto) condotta da più di otto mesi contro la italiana Atlantia (famiglia Benetton) per il controllo di Abertis e quindi delle autostrade spagnole, Grupo Acs e Hochtief raggiungono un accordo con Atlantia: offerta congiunta per il controllo di Abertis sulla base dell'offerta più alta (quella di Hocthief-Acs di 18,76 euro ad azione) per un valore di 18,3 miliardi (l'offerta di Atlantia, ritirata, era di 16,3 miliardi). L'accordo prevede anche che la guida di Abertis spetti ad Atlantia e la presidenza a Hochtief-Acs. Atlantia entra poi con il 24% in Hochtief, gettando le basi per una partnership globale che spazia dalle concessioni autostradali di Atlantia ai servizi di ingegneria di Hochtief.

## Grandi progetti
I grandi progetti che hanno coinvolto la società sono l'Alqueva Dam completata nel 2002, il Palau de les Arts Reina Sofía completato nel 2005, la Torre Glòries completata nel 2005, la Torre de Cristal completata nel 2008, la Torre Cepsa completata nel 2008, la LGV Perpignan–Figueres High Speed railway completata nel 2009 e il Portugués Dam a Ponce, Puerto Rico, completato nel 2014.

## Azionisti
La lista de principali azionisti al 28 febbraio del 2017 è la seguente:
| Azionista                                        | Diritti al voto | Società                                |
| ------------------------------------------------ | --------------- | -------------------------------------- |
| Florentino Pérez Rodríguez                       | 12,52%          | Inversiones Vesan, S.A.                |
| Famiglia March                                   | 6,6%            | Corporación Financiera Alba            |
| Los Albertos (Alberto Alcocer e Alberto Cortina) | 6,3%            | Corporación Financiera Alcor           |
| Michele Stivaletti                               | 5,64%           | Iberostar Hoteles y Apartamentos, S.L. |